# The Guess Who
The Guess Who es una banda canadiense de rock fundada en Winnipeg en 1965. La agrupación inicialmente logró éxito en su país natal, pero a finales de la década de 1960 y gracias a éxitos como "No Time", "American Woman", "Laughing", "These Eyes", "Undun" y "Share the Land", obtuvo repercusión internacional. Con American Woman fue su único N° 1 en 1970 en los Estados Unidos de acuerdo a la lista de Billboard. Durante el tiempo en que ha permanecido activa, la agrupación ha albergado a reconocidos músicos como Burton Cummings, Chad Allan y Randy Bachman. Fundada como una banda de garage rock, su estilo musical fue incorporando elementos del pop rock, el hard rock y del rock psicodélico. Uno de sus fundadores, Randy Bachman, más adelante formaría otro grupo de gran éxito, Bachman-Turner Overdrive.
La banda fue incluida en el Salón de la Fama de la Música Canadiense en 1987. En 2002, Randy Bachman, Burton Cummings, Garry Peterson, Donnie McDougall y Bill Wallace recibieron el Premio del Gobierno a las Artes por su contribución a la música popular canadiense.

## Historia

### Inicios
Los orígenes de The Guess Who? se remontan a 1958, cuando el cantante y guitarrista de Winnipeg, Canadá, Chad Allan formó una banda de rock local llamada Allan and The Silvertones. Después de varios cambios en la formación, la banda se estabilizó en 1962 bajo el nombre de Chad Allan and the Reflections, que incluía a Allan y al tecladista Bob Ashley, además de los futuros pilares de Guess Who, Randy Bachman a la guitarra, Jim Kale al bajo y Garry Peterson a la batería.
La banda lanzó su primer sencillo, "Tributo a Buddy Holly", en Canadian-American Records en 1962. Luego firmaron con Quality Records y lanzaron varios sencillos entre 1963-1964, que obtuvieron cierta atención y popularidad regional en Winnipeg. pero tuvo poco impacto en el resto de Canadá. Un sencillo fue mal acreditado a Bob Ashley and the Reflections.
En 1965, el grupo cambió su nombre a Chad Allan and the Expressions después de que un grupo estadounidense llamado The Reflections lanzara el exitoso sencillo " (Just Like) Romeo and Juliet ". Lanzaron el álbum de garage rock Shakin' All Over en enero de 1965. El sencillo de ese álbum, una versión de " Shakin' All Over " de Johnny Kidd & the Pirates, fue el primer gran éxito de la banda, alcanzando el N° 1 en Canadá, N° 22 en los Estados Unidos y N° 27 en Australia. Su sello estadounidense, Quality Records, disfrazó el sencillo acreditándolo a Guess Who?, como un truco publicitario para generar especulaciones de que era una banda de invasión británica más famosa que trabajaba de incógnito.
Después de que Quality Records revelara que la banda sería Chad Allan and the Expressions, los disc jockeys continuaron anunciando al grupo como Guess Who?, forzando efectivamente a la banda a aceptar el nuevo nombre. Lanzaron su segundo álbum, Hey Ho (What You Do to Me!) a finales de 1965; se le atribuyó a Chad Allan and the Expressions con "Guess Who?" destacado en la portada.
 Luego, Ashley fue reemplazado por un joven Burton Cummings, quien se convirtió luego en el cantante principal cuando Allan se fue en 1966.

### Como The Guess Who?
Ya como "The Guess Who?" comenzaron una importante gira en Inglaterra y de regreso a Canadá grabaron anuncios y aparecieron en el programa de televisión Let's Go, conducido por el mismo Chad Allan. Sin embargo, su segundo mayor éxito llegó en 1969 con "These Eyes", del álbum Wheatfield Soul de 1968, llegando al Top 10. El éxito de "These Eyes" generó también gran repercusión en 1969 para su quinto álbum de estudio, Canned Wheat, produciendo tres éxitos: "Laughing", "Undun" y "6 A.M. or Nearer" que ese mismo año llegaron al Top 40. En 1970, The Guess Who publicó su sexto álbum de estudio, American Woman, en enero de 1970, disco que se convirtió en su mayor éxito en Estados Unidos, alcanzando el puesto #9 en la lista "Billboard Pop Albums" manteniéndose por más de un año y dándole a la banda también su primer Top 10 en ese país. De ahí se desprende el único N°1 que tendrían en los Estados Unidos.
Luego de la gira de American Woman, Randy Bachman se retira de la banda por problemas de salud y por una serie de diferencias con Burton Cummings. Bachman dejó el grupo en julio de 1970 y formó Brave Belt con Chad Allan y Fred Turner, que más tarde se convertiría en Bachman-Turner Overdrive. Al poco tiempo Bachman fue reemplazado por Kurt Winter y Leskiw Greg como guitarristas. Esta formación grabó el álbum Share the Land, editado en 1970, llegando también al Top 10 más tarde ese año. La nueva formación de The Guess Who (Cummings, Kale, Peterson, Winter, McDougall) grabó los álbumes So Long, Bannatyne en 1971, Rockin' en 1972 y el primer álbum en vivo de la agrupación, Live at the Paramount, grabado en Seattle en un concierto realizado el 22 de mayo de 1972.

### Cambios constantes y separación
A mediados de 1972, Jim Kale se aleja de la banda y comienza una serie de cambios constantes en el seno de la agrupación, siendo Burton Cummings y Garry Peterson los únicos miembros estables durante esta etapa. The Guess Who regresó al Top 10 por última vez en 1974 con la canción "Clap for the Wolfman" del álbum Road Food. Cansado por el constante cambio de personal y por la situación interna del grupo, Burton Cummings disolvió la banda en 1975 lanzándose como solista poco tiempo después.

### Regreso y reuniones

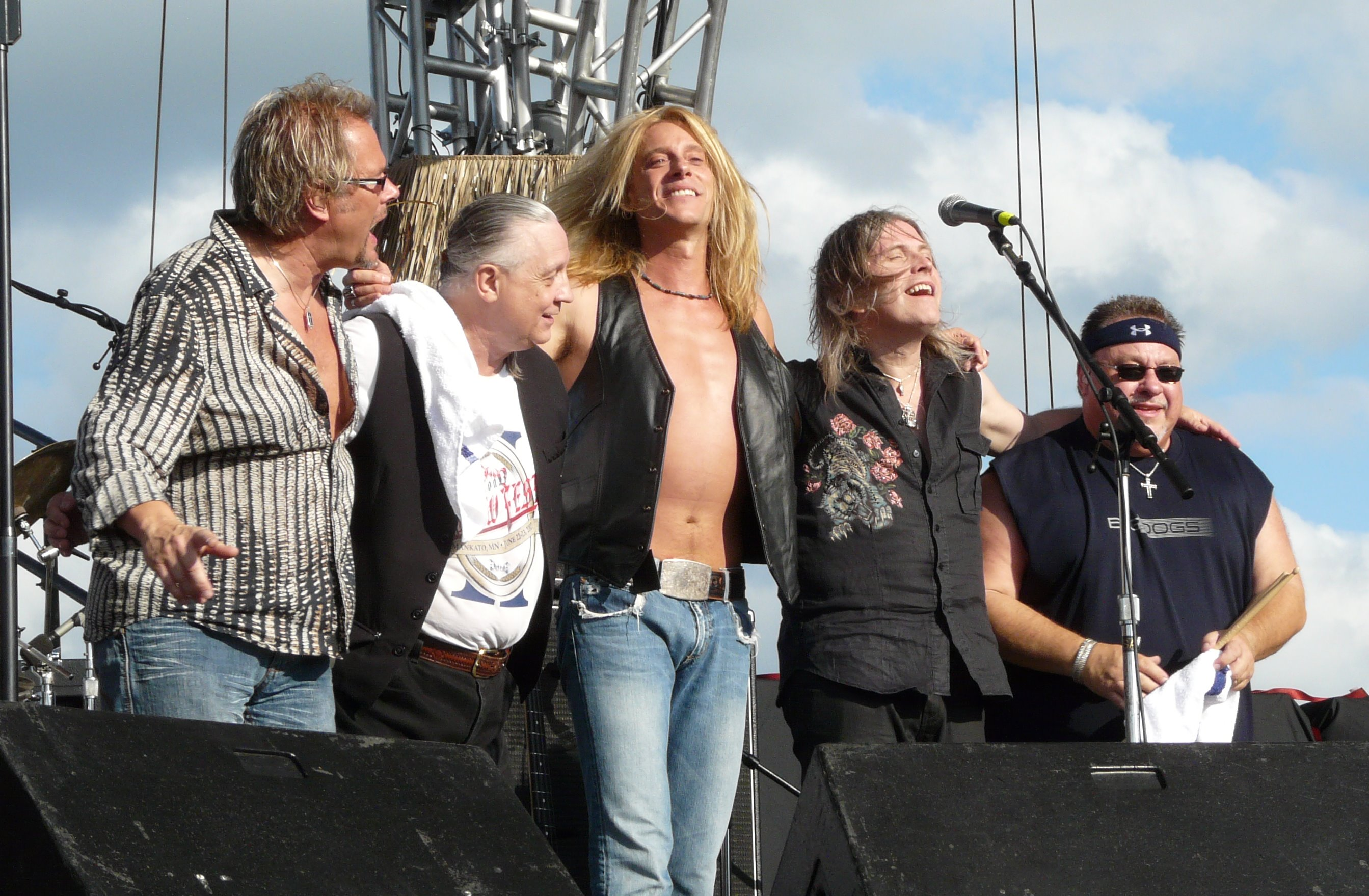
The Guess Who en 2008

En 1977, Jim Kale reuniría algunos ex-intgrantes de la banda y volverían a llamarse The Guess Who, grabando dos álbumes, lo que generó ciertos problemas legales con el nombre de la banda con los otros exintegrantes. En 1983, los integrantes del período 1966–1970 (Randy Bachman, Burton Cummings, Jim Kale y Garry Peterson) brindaron un recital de reunión el 29 de junio en el CNE Bandshell de Toronto, el cual hizo que la banda volviera a ser noticia. Dicha presentación quedó registrada en el álbum Together Again.
Tras la reunión de 1983, la agrupación ha realizado conciertos con diferentes exmiembros y nuevos músicos, siendo su última reunión con los músicos originales Randy Bachman y Burton Cummings entre 2000 y 2003. Tras el alejamiento definitivo de Bachman y Cummings, Jim Kale y Garry Peterson continúan con la banda junto al guitarrista Laurie MacKenzie, el tecladista Leonard Shaw y el guitarrista y cantante Derek Sharp presentándose en vivo. En la actualidad, The Guess Who se ha convertido en la banda canadiense más longeva en actividad.

## Formaciones

### Período original
- 1965: Chad Allan, Randy Bachman, Jim Kale, Garry Peterson, Bob Ashley.
- 1966: Chad Allan, Randy Bachman, Burton Cummings, Jim Kale, Garry Peterson.
- 1966: Randy Bachman, Burton Cummings, Bruce Decker, Jim Kale, Garry Peterson.
- 1966: Randy Bachman, Burton Cummings, Jim Kale, Garry Peterson.
- 1970: Burton Cummings, Jim Kale, Garry Peterson, Bobby Sabellico.
- 1970: Burton Cummings, Jim Kale, Greg Leskiw, Garry Peterson, Kurt Winter.
- 1972: Burton Cummings, Jim Kale, Donnie McDougall, Garry Peterson, Kurt Winter
- 1972: Burton Cummings, Donnie McDougall, Garry Peterson, Bill Wallace, Kurt Winter
- 1974: Burton Cummings, Garry Peterson, Domenic Troiano, Bill Wallace.

### Formación actual
- Jim Kale - Bajo y coros
- Garry Peterson - Batería
- Laurie MacKenzie - Guitarra
- Leonard Shaw - Teclado, flauta y coros
- Derek Sharp - Guitarra y voz líder

## Discografía

### Como Chad Allan and the Expressions
- 1965 - "Shakin' All Over" (simple)
- 1965 - Hey Ho (What You Do To Me)
- 1965 - Shakin' All Over

### Como The Guess Who?
- 1966 - It's Time
- 1968 - A Wild Pair

### Como The Guess Who? (1967–1975)
- 1968 - Wheatfield Soul
- 1969 - Canned Wheat
- 1970 - American Woman
- 1970 - Share the Land
- 1971 - So Long, Bannatyne
- 1972 - Rockin'
- 1973 - Artificial Paradise
- 1973 - #10
- 1974 - Road Food
- 1974 - Flavours
- 1975 - Power in the Music
- 1976 - The Way They Were

### The Guess Who? reformados
- 1979 - All This for a Song
- 1982 - Guess Who's Back
- 1983 - Together Again (en vivo, grabado con Jim Kale, Garry Peterson, Randy Bachman y Burton Cummings)
- 1995 - Liberty, también editado como Lonely One
- 2001 - Running Back Thru Canada (en vivo, grabado con Don McDougall, Bill Wallace, Garry Peterson, Randy Bachman y Burton Cummings)